# Splitting the Atom
Splitting the Atom — мини-альбом Massive Attack, выпущенный в цифровом формате 4 октября 2009 года, на виниле (в количестве всего 1000 экземпляров) — 19 октября. На альбоме содержатся четыре новые песни; две из них являются ремиксами, во всех четырёх участвуют приглашённые вокалисты.
На заглавном треке, премьера которого состоялась на BBC Radio 1 25 августа 2009 года, присутствуют вокал Хораса Энди и клавишные Деймона Албарна. Он включён в пятый студийный альбом группы Heligoland, а также присутствует в саундтреке к FIFA 11. Композиция «Bulletproof Love» подверглась некоторым изменениям и на альбоме появляется под названием «Flat of the Blade».

## Список композиций
| №  | Название                                                                                | Длительность |
| -- | --------------------------------------------------------------------------------------- | ------------ |
| 1. | «Splitting the Atom» (featuring Horace Andy)                                            | 5:13         |
| 2. | «Pray for Rain» (featuring Tunde Adebimpe)                                              | 6:42         |
| 3. | «Bulletproof Love (Van Rivers & The Subliminal Kid Remix)» (featuring Guy Garvey)       | 6:41         |
| 4. | «Psyche (Flash Treatment)» (remixed by Christoffer Berg, featuring Martina Topley-Bird) | 3:48         |

## Участники записи
- Роберт Дель Ная
- Грант Маршалл
- Тунде Адебимпе
- Хорас Энди
- Мартина Топли-Бёрд